# Osvětimany
Osvětimany jsou městys v okrese Uherské Hradiště ve Zlínském kraji, 15 km západně od Uherského Hradiště na potoce Hruškovice v pohoří Chřiby. Žije zde 884 obyvatel.

## Název
Na městys bylo přeneseno původní pojmenování jejích obyvatel Osvětiměné – „lidé z Osvětimi“ (základem místního jména Osvětim bylo osobní jméno Osvětim založené na slovese osvětiti). Nejstarší obyvatelé vesnice zřejmě přišli z Osvětimi na Krakovsku, neboť na polský původ ukazuje i jméno poměrně blízkých Vnorov.

## Historie
První písemná zmínka o obci pochází z roku 1350. Od 12. dubna 2007 má obec status městyse.

## Pamětihodnosti
- Kostel svatého Havla - raně barokní stavba s hranolovou věží krytou bání, stojí na místě gotického chrámu, připomínaného k roku 1365; současný kostel vybudoval v letech 1689 až 1692 stavitel z okruhu Domenica Martinelliho [6]
- Kaple svatého Vendelína
- Kříž na kraji vesnice
- Krucifix
- Socha svatého Jana Nepomuckého
- Hraniční kameny u Trojáku
- Hradisko svatého Klimenta
- Osvětimanské skály (Čertovky)

## Galerie

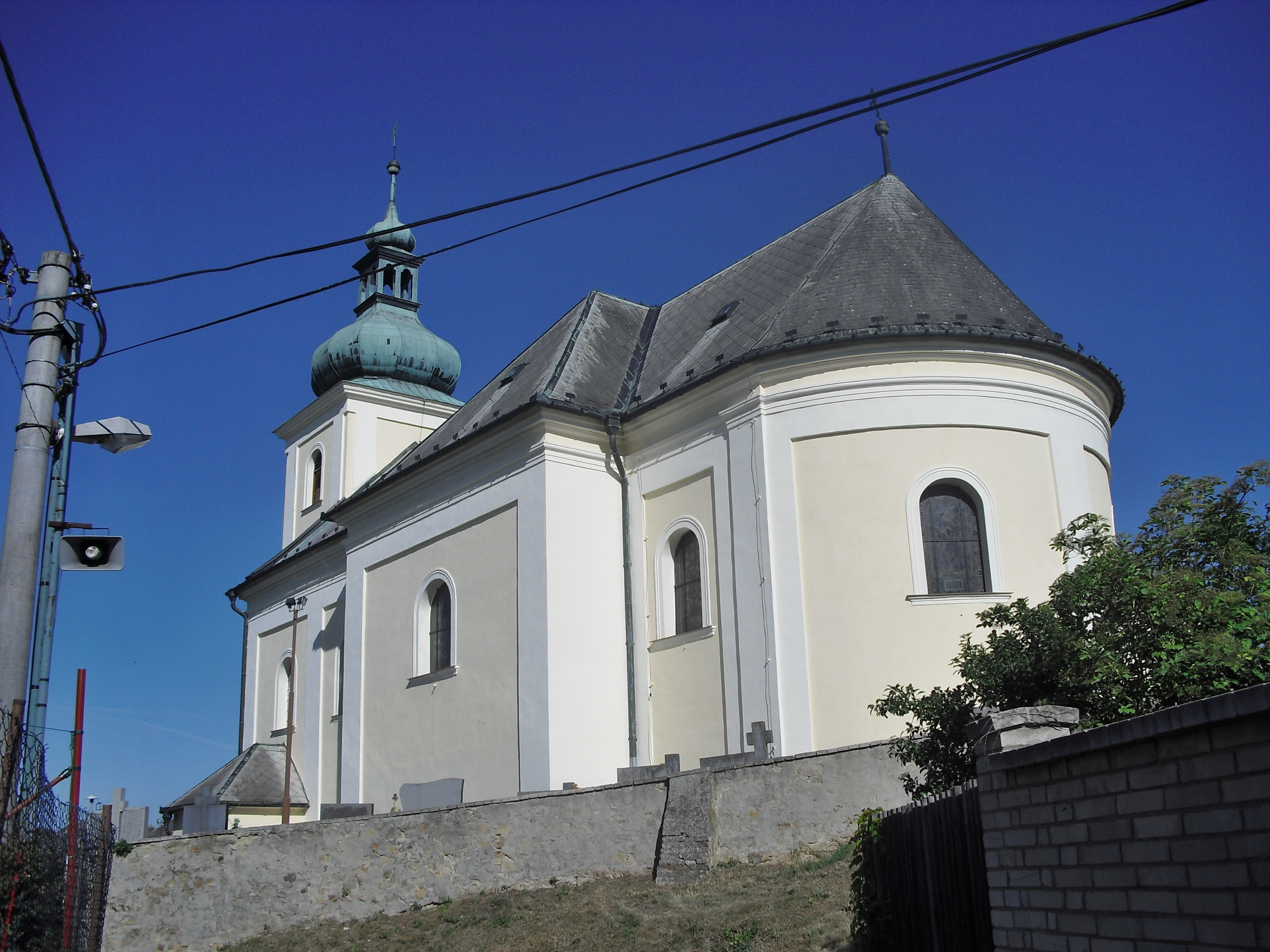
Kostel svatého Havla
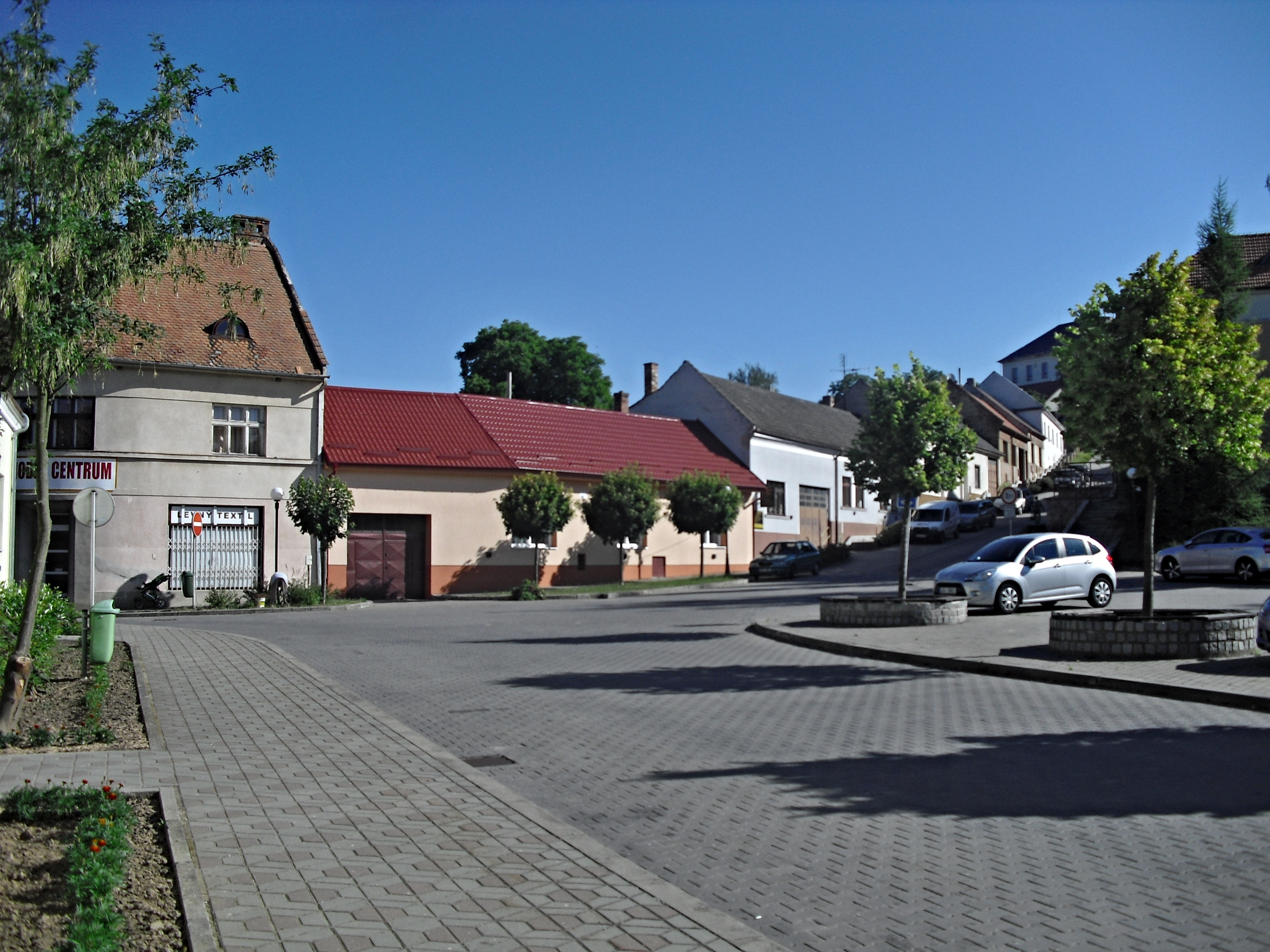
Náměstí
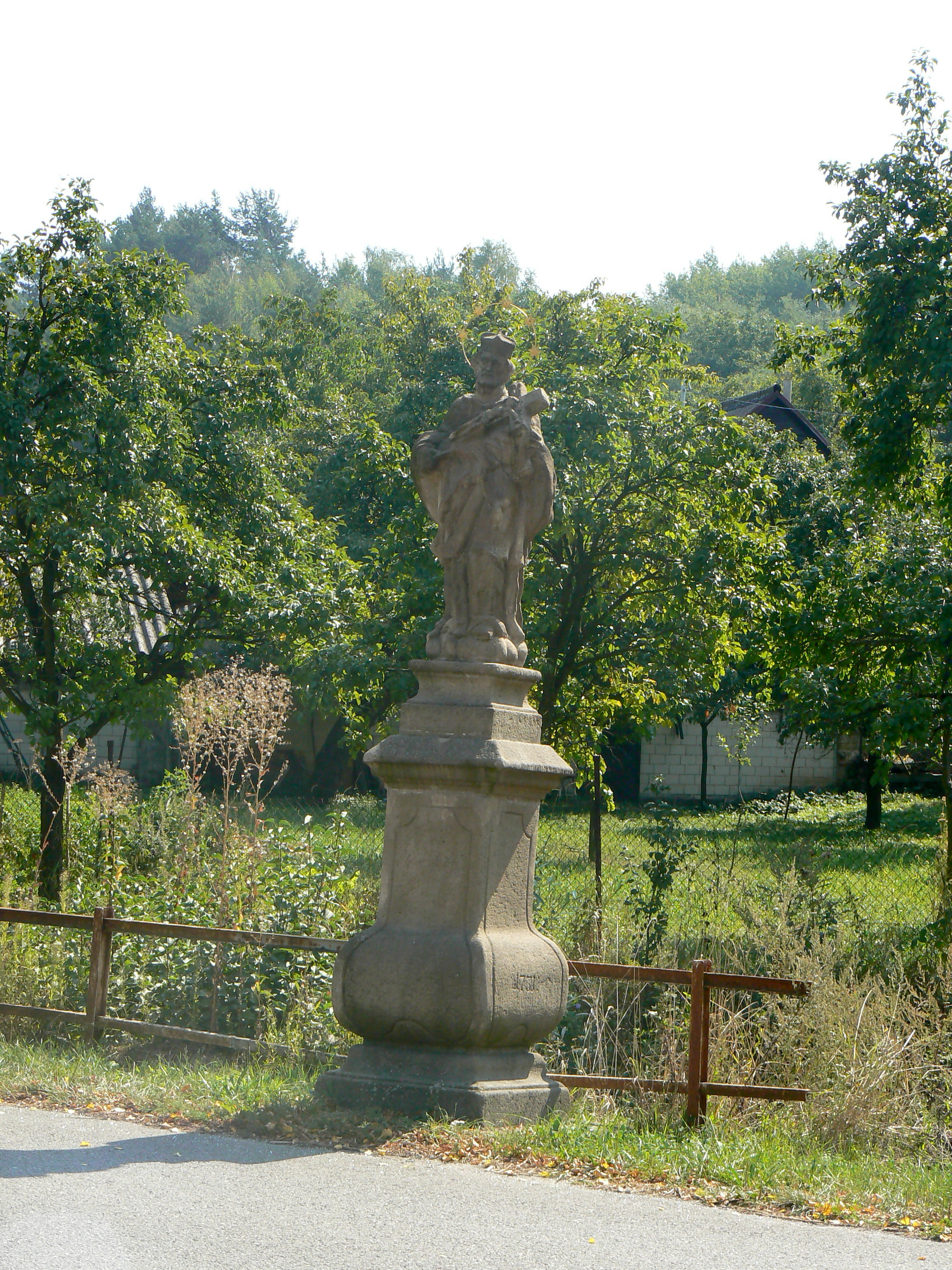
Socha sv. Jana Nepomuckého
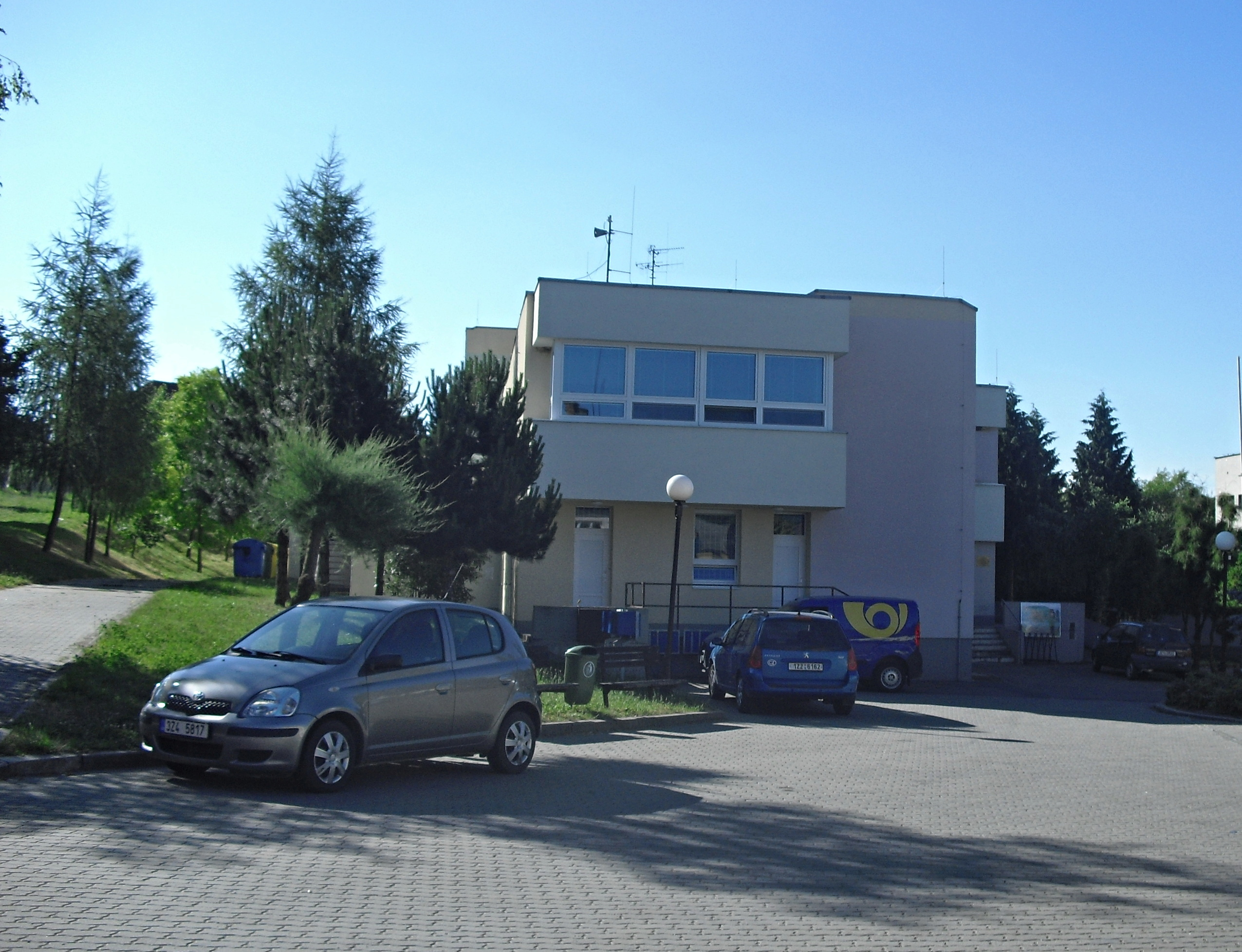
Úřad městyse
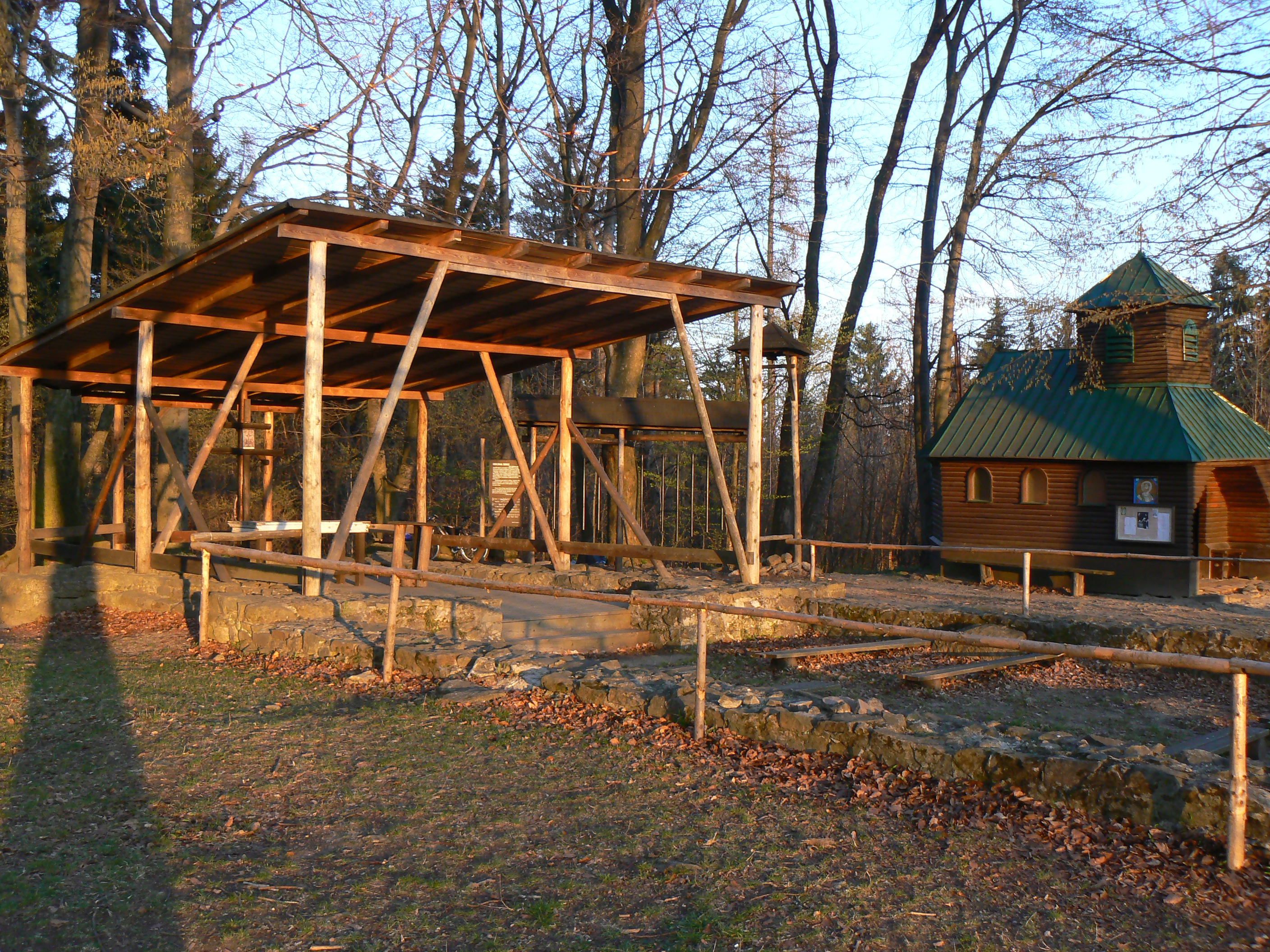
Hradisko svatého Klimenta

## Ochrana přírody
V katastru obce se nacházejí tato chráněná území:
- Přírodní památky: Ježovský lom
- Evropsky významné lokality: Chřiby

## Osobnosti
- Oldřich Pechal (1913–1942), parašutista, člen operace Zinc
- Ladislav Bilík (1918–1949), vojenský letec
- Vratislav Mynář (*1967), úředník, politik a podnikatel, bývalý hradní kancléř v letech 2013–2023